# Област (административна јединица)
Област је врста административне јединице у Белорусији, Бугарској, Казахстану, Киргистану, Русији, Украјини и бившим државама Совјетском Савезу и Краљевини Југославији.

## Југославија
У Краљевини СХС области су постојале као административне јединице од 26. априла 1922. до 3. октобра 1929. године када их смењују бановине. У то време у Југославији је било 33 области. 
У ФНР Југославији области су постојале 1945—1963. године, али не као универзалне административне јединице. Прва је формирана Аутономна Косовско-Метохијска Област и она је као област последња остала да постоји, јер је 1963. године постала „аутономна покрајина“. У Хрватској су 1945. године формиране области Далмација и Славонија, као административне јединице, већ 1947. године се укида област Славонија па у Југославији 1948. године постоје само област Далмација и Аутономна Косовско-Метохијска Област. 1949. године се у свим републикама Југославије осим у Црној Гори образују области као административне јединице и било их је 23, и то у Словенији: Горишка (седиште Нова Горица), Љубљанска и Мариборска; у Хрватској: Бјеловарска, Далматинска (седиште Сплит) Загребачка, Карловачка, Осјечка (Славонска) и Ријечка (Истарска); у Босни и Херцеговини: Бањалучка, Мостарска, Сарајевска и Тузланска; у Македонији: Битољска, Скопска и Штипска и у Србији: Београдска, Крагујевачка, Нишка, Тимочка (седиште Зајечар) и Титовоужичка; Косово и Метохија и Војводина су биле у рангу области. Следеће године се укидају области као административне јединице у Македонији, а 1951. године се укидају и усталим републикама Југославије.

### Српске аутономне области
Српска аутономна област или скраћено САО је назив за српске аутономне територијалне заједнице у СР Хрватској и СР Босни и Херцеговини, у току процеса распадања Југославије.

## Бугарска
Република Бугарска је 1999. године административно подељена на 28 области, које су добиле имена по граду односно административном центру те области.

## Русија
Руска федерација се дели на 85 административних јединица (федералних субјеката), од којих су 47 области.

## Украјина
Украјина је подељена на 24 административне јединице које се називају областима, једну аутономну републику и два града са посебним статусом.

## Белорусија
Република Белорусија је подељена на 6 области или региона које су уједно и највише територијалне јединице а имена су добиле на основу административних центара.